# Simon Curtis
Simon Curtis, född 11 mars 1960 i London, är en brittisk regissör. Curtis är mest känd för att ha regisserat filmen My Week with Marilyn.

## Filmografi i urval
- 1996 – Tracey Takes On... (TV-serie)
- 1998 – My Summer with Des (TV-film)
- 1999 – David Copperfield (Miniserie)
- 2002 – Man and Boy (TV-film)
- 2005 – Twenty Thousand Streets Under the Sky (TV-serie)
- 2007–2009 – Cranford (TV-serie)
- 2009 – A Short Stay in Switzerland (TV-film)
- 2011 – My Week with Marilyn
- 2015 – Woman in Gold
- 2017 – Goodbye Christopher Robin
- 2019 – The Art of Racing in the Rain
- 2022 – Downton Abbey: En ny era
- 2025 – Downton Abbey: The Grand Finale